# Help! (single van The Beatles)
Help! is een popnummer van het gelijknamige album van The Beatles, geschreven door John Lennon (hoewel het is toegeschreven aan Lennon-McCartney) in een periode waarin hij onzeker en depressief was. De single werd zes dagen voor de première van de gelijknamige film uitgebracht.
Het nummer Help! behaalde een nummer 1-positie in Canada, Australië, Groot-Brittannië, Ierland, Nederland, Hong Kong, Singapore, Spanje, de Verenigde Staten, Rhodesië (het huidige Zimbabwe), Noorwegen, Argentinië, Brazilië en Italië. In Rolling Stones lijst van "The 500 Greatest Songs of All Time" uit 2003 stond dit nummer op 29.
In een interview van Rolling Stone vertelde John Lennon in 1970 dat het nummer vanwege zijn eerlijkheid een van zijn favoriete Beatles-liedjes was. In dit interview zei hij ook dat Help! en Strawberry Fields Forever de meest "echte" Beatles-nummers zijn die hij heeft geschreven, dus niet liedjes die 'op bestelling' zijn geschreven.

## Hitnoteringen

### Nederlandse Top 40
| "Help!" in de Nederlandse Top 40 - binnen 31-07-1965 | "Help!" in de Nederlandse Top 40 - binnen 31-07-1965 | "Help!" in de Nederlandse Top 40 - binnen 31-07-1965 | "Help!" in de Nederlandse Top 40 - binnen 31-07-1965 | "Help!" in de Nederlandse Top 40 - binnen 31-07-1965 | "Help!" in de Nederlandse Top 40 - binnen 31-07-1965 | "Help!" in de Nederlandse Top 40 - binnen 31-07-1965 | "Help!" in de Nederlandse Top 40 - binnen 31-07-1965 | "Help!" in de Nederlandse Top 40 - binnen 31-07-1965 | "Help!" in de Nederlandse Top 40 - binnen 31-07-1965 | "Help!" in de Nederlandse Top 40 - binnen 31-07-1965 | "Help!" in de Nederlandse Top 40 - binnen 31-07-1965 | "Help!" in de Nederlandse Top 40 - binnen 31-07-1965 | "Help!" in de Nederlandse Top 40 - binnen 31-07-1965 | "Help!" in de Nederlandse Top 40 - binnen 31-07-1965 | "Help!" in de Nederlandse Top 40 - binnen 31-07-1965 | "Help!" in de Nederlandse Top 40 - binnen 31-07-1965 | "Help!" in de Nederlandse Top 40 - binnen 31-07-1965 | "Help!" in de Nederlandse Top 40 - binnen 31-07-1965 | "Help!" in de Nederlandse Top 40 - binnen 31-07-1965 | "Help!" in de Nederlandse Top 40 - binnen 31-07-1965 | "Help!" in de Nederlandse Top 40 - binnen 31-07-1965 | "Help!" in de Nederlandse Top 40 - binnen 31-07-1965 | "Help!" in de Nederlandse Top 40 - binnen 31-07-1965 | "Help!" in de Nederlandse Top 40 - binnen 31-07-1965 | "Help!" in de Nederlandse Top 40 - binnen 31-07-1965 |
| Week                                                 | 1                                                    | 2                                                    | 3                                                    | 4                                                    | 5                                                    | 6                                                    | 7                                                    | 8                                                    | 9                                                    | 10                                                   | 11                                                   | 12                                                   | 13                                                   | 14                                                   | 15                                                   | 16                                                   | 17                                                   | 18                                                   | 19                                                   | 20                                                   | 21                                                   | 22                                                   | 23                                                   | 24                                                   |                                                      |
| ---------------------------------------------------- | ---------------------------------------------------- | ---------------------------------------------------- | ---------------------------------------------------- | ---------------------------------------------------- | ---------------------------------------------------- | ---------------------------------------------------- | ---------------------------------------------------- | ---------------------------------------------------- | ---------------------------------------------------- | ---------------------------------------------------- | ---------------------------------------------------- | ---------------------------------------------------- | ---------------------------------------------------- | ---------------------------------------------------- | ---------------------------------------------------- | ---------------------------------------------------- | ---------------------------------------------------- | ---------------------------------------------------- | ---------------------------------------------------- | ---------------------------------------------------- | ---------------------------------------------------- | ---------------------------------------------------- | ---------------------------------------------------- | ---------------------------------------------------- | ---------------------------------------------------- |
| Nummer                                               | 4                                                    | 1                                                    | 1                                                    | 1                                                    | 1                                                    | 1                                                    | 1                                                    | 2                                                    | 2                                                    | 2                                                    | 2                                                    | 2                                                    | 3                                                    | 2                                                    | 4                                                    | 7                                                    | 8                                                    | 10                                                   | 12                                                   | 13                                                   | 19                                                   | 25                                                   | 27                                                   | 31                                                   | uit                                                  |

### Tijd voor Teenagers Top 10
| "Help!" in de Tijd Voor Teenagers Top 10 - binnen 3-07-1965 | "Help!" in de Tijd Voor Teenagers Top 10 - binnen 3-07-1965 | "Help!" in de Tijd Voor Teenagers Top 10 - binnen 3-07-1965 | "Help!" in de Tijd Voor Teenagers Top 10 - binnen 3-07-1965 | "Help!" in de Tijd Voor Teenagers Top 10 - binnen 3-07-1965 | "Help!" in de Tijd Voor Teenagers Top 10 - binnen 3-07-1965 | "Help!" in de Tijd Voor Teenagers Top 10 - binnen 3-07-1965 | "Help!" in de Tijd Voor Teenagers Top 10 - binnen 3-07-1965 | "Help!" in de Tijd Voor Teenagers Top 10 - binnen 3-07-1965 | "Help!" in de Tijd Voor Teenagers Top 10 - binnen 3-07-1965 | "Help!" in de Tijd Voor Teenagers Top 10 - binnen 3-07-1965 | "Help!" in de Tijd Voor Teenagers Top 10 - binnen 3-07-1965 | "Help!" in de Tijd Voor Teenagers Top 10 - binnen 3-07-1965 | "Help!" in de Tijd Voor Teenagers Top 10 - binnen 3-07-1965 | "Help!" in de Tijd Voor Teenagers Top 10 - binnen 3-07-1965 | "Help!" in de Tijd Voor Teenagers Top 10 - binnen 3-07-1965 | "Help!" in de Tijd Voor Teenagers Top 10 - binnen 3-07-1965 | "Help!" in de Tijd Voor Teenagers Top 10 - binnen 3-07-1965 | "Help!" in de Tijd Voor Teenagers Top 10 - binnen 3-07-1965 | "Help!" in de Tijd Voor Teenagers Top 10 - binnen 3-07-1965 | "Help!" in de Tijd Voor Teenagers Top 10 - binnen 3-07-1965 | "Help!" in de Tijd Voor Teenagers Top 10 - binnen 3-07-1965 |
| Week                                                        | 1                                                           | 2                                                           | 3                                                           | 4                                                           | 5                                                           | 6                                                           | 7                                                           | 8                                                           | 9                                                           | 10                                                          | 11                                                          | 12                                                          | 13                                                          | 14                                                          | 15                                                          | 16                                                          | 17                                                          | 18                                                          | 19                                                          | 20                                                          |                                                             |
| ----------------------------------------------------------- | ----------------------------------------------------------- | ----------------------------------------------------------- | ----------------------------------------------------------- | ----------------------------------------------------------- | ----------------------------------------------------------- | ----------------------------------------------------------- | ----------------------------------------------------------- | ----------------------------------------------------------- | ----------------------------------------------------------- | ----------------------------------------------------------- | ----------------------------------------------------------- | ----------------------------------------------------------- | ----------------------------------------------------------- | ----------------------------------------------------------- | ----------------------------------------------------------- | ----------------------------------------------------------- | ----------------------------------------------------------- | ----------------------------------------------------------- | ----------------------------------------------------------- | ----------------------------------------------------------- | ----------------------------------------------------------- |
| Nummer                                                      | 3                                                           | 1                                                           | 1                                                           | 1                                                           | 2                                                           | 2                                                           | 2                                                           | 2                                                           | 2                                                           | 2                                                           | 2                                                           | 2                                                           | 4                                                           | 4                                                           | 7                                                           | 9                                                           | 10                                                          | 11                                                          | 17                                                          | 18                                                          | uit                                                         |

### NPO Radio 2 Top 2000
| Nummer met noteringen in de NPO Radio 2 Top 2000 | '99 | '00 | '01 | '02 | '03 | '04 | '05 | '06 | '07 | '08 | '09 | '10 | '11 | '12 | '13 | '14 | '15 | '16  | '17 | '18 | '19 | '20 | '21 | '22  | '23  | '24  |
| ------------------------------------------------ | --- | --- | --- | --- | --- | --- | --- | --- | --- | --- | --- | --- | --- | --- | --- | --- | --- | ---- | --- | --- | --- | --- | --- | ---- | ---- | ---- |
| Help!                                            | 228 | 290 | 391 | 550 | 389 | 420 | 516 | 467 | 475 | 443 | 472 | 516 | 623 | 466 | 653 | 919 | 782 | 1042 | 994 | 931 | 840 | 871 | 996 | 1061 | 1206 | 1544 |

1. ↑  Een vetgedrukt getal geeft de hoogste notering aan.

## Coverversies
- The Carpenters coverden "Help!" voor hun album Close to You uit 1970.
- Tina Turner coverde "Help!" op haar album Private Dancer uit 1984, haar doorbraak als solo-artieste. In de Nederlandse Top 40 kwam deze single tot de achttiende plaats.

## Trivia
- In de monoversie van "Help!" is duidelijk te horen "And now these days are gone...", terwijl in de stereoversie van het lied "But now these days are gone..." te horen is.